# Veiko Õunpuu
Veiko Õunpuu (ur. 16 marca 1972 w Saremie) – estoński reżyser i scenarzysta filmowy. Pracuje również w teatrze.

## Życiorys
Znany na arenie międzynarodowej z filmów artystycznych Jesienny bal (2007) i Kuszenie świętego Tõnu (2009). Pierwszy z nich był adaptacją powieści Matiego Unta i zdobył nagrodę główną w ramach sekcji „Horyzonty” na 64. MFF w Wenecji. Drugi z nich prezentowany był na Sundance Film Festival i został oficjalnym estońskim kandydatem do Oscara dla najlepszego filmu nieanglojęzycznego.
Inne filmy reżysera to: 60 sekund samotności w roku zerowym (2011, segment), Free Range (2013), Roukli (2015) i Ostatni (2020). Zasiadał w jury sekcji „Horyzonty” na 65. MFF w Wenecji (2008).